# Pickering Castle
Pickering Castle är ett slott i Storbritannien.   Det ligger i grevskapet North Yorkshire och riksdelen England, i den centrala delen av landet, 300 km norr om huvudstaden London. Pickering Castle ligger 58 meter över havet.
Terrängen runt Pickering Castle är huvudsakligen platt, men österut är den kuperad. Runt Pickering Castle är det ganska glesbefolkat, med 27 invånare per kvadratkilometer. Närmaste större samhälle är Pickering, 0,59 km öster om Pickering Castle. Trakten runt Pickering Castle består till största delen av jordbruksmark.